# 三井正則
三井 正則（みつい まさのり、1950年（昭和25年）8月1日 - ）は、日本の実業家。元ダイハツ工業株式会社代表取締役会長で元同社代表取締役社長。

## 経歴
1950年8月1日、大阪府に生まれる。大阪府立豊中高等学校を経て、1975年3月、中央大学理工学部精密機械工学科を卒業。
大学卒業とともに、ダイハツ工業株式会社に入社。2004年に取締役、2006年に常務取締役、2007年に専務取締役を経て2010年には代表取締役副社長へそれぞれ就任した。
2013年に代表取締役社長へ就任し、ダイハツ工業として21年振りに大須賀二朗以来となる生え抜きの社長が誕生した。雑誌『プレジデント』は、2013年6月17日号の記事で「社員の士気を高めながらものづくり改革を推進し、商品力や競争力の強化を目指すには、うってつけのトップ交代」と評した
。
2017年6月に代表取締役会長へ就任した。同年新興国小型車カンパニーChairman。豊田中央研究所監査役、トヨタ財団評議員も務めた。2019年秋の褒章発令により藍綬褒章を受章。